# Ежов, Даниил Николаевич
Даниил Николаевич Ежов (1 января 1986, Камышин, Волгоградская область, РСФСР СССР — 9 августа 2024, под селом Работино) — российский военнослужащий, сержант, командир отделения 56-го гвардейского десантно-штурмового полка 7-й гвардейской десантно-штурмовой дивизии Воздушно-десантных войск. Участник вторжения России на Украину. Герой Российской Федерации (2024, посмертно).

## Биография
Родился 1 января 1986 года в городе Камышин Волгоградской области.
Учился в средней школе № 8 своего родного города, которую окончил в 2003 году. В школьные годы активно занимался спортом, в частности боксом и лёгкой атлетикой. С этого же 2003 года по 2005 год обучался в Волгоградской академии Министерства внутренних дел Российской Федерации. После отчисления в 2005 году, Ежов был призван на срочную военную службу, которую на протяжении двух лет проходил в Северо-Кавказском военном округе, находясь на военном аэродроме Ростовской области России. После увольнения в запас, Ежов вернулся в родной город, где работал в строительной отрасли.
В 2016 году заключил контракт с Министерством обороны Российской Федерации и был направлен в 7-ю гвардейскую десатно-штурмовую дивизию. В своё время служил в 56-м гвардейском десантно-штурмовом полку. Принимал участие в составе разведывательной группы в операции на Северном Кавказе.
С 24 февраля 2022 года принимал участие во вторжении России на Украину. Был неоднократно ранен, после излечения возвращался на поле боя.
Погиб 9 августа 2024 года под селом Работино.

## Звания и награды
- Герой Российской Федерации (Указом Президента Российской Федерации «закрытым» от 6 сентября 2024 года за мужество и героизм проявленные при исполнении воинского долга, гвардии сержанту Ежову Даниилу Николаевичу присвоено звание Героя Российской Федерации, посмертно)[5][6].
- медаль Суворова[источник не указан 47 дней].